# Limenitis salmoneus
Limenitis salmoneus är en fjärilsart som beskrevs av Butler 1865. Limenitis salmoneus ingår i släktet Limenitis och familjen praktfjärilar. Inga underarter finns listade i Catalogue of Life.